# Sylvain Floirat
Sylvain Floirat, född 28 september 1899 i Nailhac, Dordogne, död där 14 mars 1993, var en fransk affärsman.
Floirat var verkställande direktör för bland annat Bréguet Aviation och Matra. År 1959 valdes han till borgmästare i Nailhac.